# Красный (Октябрьское сельское поселение)
Кра́сный — посёлок в Бобровском районе Воронежской области.
Административный центр Октябрьского сельского поселения.

## Население
| 2000 | 2005 | 2010 |
| ---- | ---- | ---- |
| 430  | ↗505 | ↘417 |

## Улицы
| - ул. Заречная, - ул. Молодёжная, | - ул. Нагорная, - ул. Центральная. |